# Licania densiflora
Licania densiflora är en tvåhjärtbladig växtart som beskrevs av Anthonia Kleinhoonte. Licania densiflora ingår i släktet Licania och familjen Chrysobalanaceae. Inga underarter finns listade i Catalogue of Life.